# Мігель Камарго
Мігель Камарго (ісп. Miguel Camargo, нар. 5 вересня 1993, Панама) — панамський футболіст, півзахисник клубу «Мінерос де Гуаяна».
Виступав, зокрема, за клуби «Чоррільйо» і «Агіла», а також національну збірну Панами.

## Клубна кар'єра
У дорослому футболі дебютував 2012 року виступами за команду клубу «Чоррільйо», в якій провів два сезони, взявши участь у 46 матчах чемпіонату. Більшість часу, проведеного у складі, був основним гравцем команди.
Своєю грою за цю команду привернув увагу представників тренерського штабу сальвадорського клубу «Агіла», до складу якого приєднався 2015 року. Відіграв за команду із Сан-Мігеля один сезон.
2015 року повернувся на батьківщину, до клубу «Чоррільйо». Цього разу провів у складі його команди один сезон.
До складу венесуельського «Мінерос де Гуаяна» приєднався 2016 року. Відтоді встиг відіграти за команду з Пуерто-Ордаса 28 матчів в національному чемпіонаті.

## Виступи за збірні
2012 року залучався до складу молодіжної збірної Панами. На молодіжному рівні зіграв в одному офіційному матчі.
2014 року дебютував в офіційних матчах у складі національної збірної Панами. Наразі провів у формі головної команди країни 12 матчів, забивши 1 гол.
У складі збірної був учасником Золотого кубка КОНКАКАФ 2015 року у США і Канаді, на якому команда здобула бронзові нагороди, Кубка Америки 2016 року у США.

## Титули і досягнення
- Бронзовий призер Золотого кубка КОНКАКАФ: 2015